# Municipio de Montrose (Iowa)
El municipio de Montrose (en inglés: Montrose Township) es un municipio ubicado en el condado de Lee en el estado estadounidense de Iowa. En el año 2010 tenía una población de 1807 habitantes y una densidad poblacional de 19,47 personas por km².

## Geografía
El municipio de Montrose se encuentra ubicado en las coordenadas 40°30′3″N 91°25′29″O / 40.50083, -91.42472. Según la Oficina del Censo de los Estados Unidos, el municipio tiene una superficie total de 92.79 km², de la cual 82,72 km² corresponden a tierra firme y (10,85 %) 10,07 km² es agua.

## Demografía
Según el censo de 2010, había 1807 personas residiendo en el municipio de Montrose. La densidad de población era de 19,47 hab./km². De los 1807 habitantes, el municipio de Montrose estaba compuesto por el 97,9 % blancos, el 0,28 % eran afroamericanos, el 0,22 % eran asiáticos, el 0,06 % eran de otras razas y el 1,55 % eran de una mezcla de razas. Del total de la población el 0,5 % eran hispanos o latinos de cualquier raza.